# Autoroute A 77
Die Autoroute A 77, auch als Autoroute de l’Arbre bezeichnet, ist eine französische Autobahn mit Beginn bei Poligny und dem Ende bei Sermoise-sur-Loire in der Nähe von Nevers. Ihre Gesamtlänge beträgt heute 162 km.

## Geschichte
- 28. Oktober 1971: Eröffnung Rosiers - Dordives (A 6 - Abfahrt 17)
- xx xx 1984: Eröffnung Cosne-Cours-sur-Loire-nord - Cosne-Cours-sur-Loire-sud (Abfahrt 22 - 23)
- xx xx 1990: Eröffnung La Charité-sur-Loire-nord - La Charité-sur-Loire-sud (Abfahrt 28 - 30) → (N 7)
- xx xx 1992: Eröffnung Mesves-sur-Loire-nord - Mesves-sur-Loire-sud (F.P. - Abfahrt 27) → (N 7)
- xx xx 1992: Eröffnung Mesves-sur-Loire-sud - La Charité-sur-Loire-nord (Abfahrt 27 - 28) → (N 7)
- xx xx 1995: Eröffnung Pouilly-sur-Loire-sud - Mesves-sur-Loire-nord (Abfahrt 26 - F.P.) → (N 7)
- xx xx 1995: Eröffnung La-Charité-sur-Loire-sud - Pougues-les-Eaux-nord (Abfahrt 30 - 31) → (N 7)
- 5. Mai 1998: Eröffnung Pougues-les-Eaux-sud - Challuy (Abfahrt 32 - F.P.)
- 17. November 1999: Eröffnung Dordives - Briare (Abfahrt 17 - 20)
- xx xx 1999: Eröffnung der Abfahrt Cosne-Cours-sur-Loire-sud (Abfahrt 23)
- 19. Juni 2000: Eröffnung Briare - Cosne-Cours-sur-Loire-nord (Abfahrt 20 - 22)
- 12. Februar 2001: Eröffnung Pougues-les-Eaux-nord - Pougues-les-Eaux-sud (Abfahrt 31 - 32)
- 31. Mai 2002: Eröffnung Cosne-Cours-sur-Loire-sud - Malataverne-nord (Abfahrt 23 - 24)
- 13. Juni 2002: Eröffnung Malataverne-nord - Malataverne-sud (Abfahrt 24 - F.P.)
- 1. September 2003: Eröffnung Malataverne-sud - Pouilly-sur-Loire-nord (F.P. - Abfahrt 25)
- xx xx 2003: Eröffnung der Abfahrt de Varennes-Changy (Abfahrt 18.1)
- 6. September 2004: Eröffnung Pouilly-sur-Loire-nord - Pouilly-sur-Loire-sud (Abfahrt 25 - 26)